# FIFA Manager 07
FIFA Manager – komputerowa gra sportowa z elementami ekonomicznymi o tematyce piłki nożnej, wyprodukowana przez studio Birght Future i wydana w 2006 roku przez Electronic Arts. Jest ona częścią serii gier komputerowych FIFA Manager.

## FIFA Manager 07: Extra Time
FIFA Manager 07: Extra Time pierwszym w historii dodatkiem do gier z serii FIFA Manager. Rozszerzenie możemy nabyć poprzez internetowy system EA Store.
Nową funkcją, która zawarta została w dodatku jest opcja bycia menedżerem pojedynczego piłkarza, a nie całego zespołu. Poza tym, w dodatku gracz ma do czynienia z: nowymi możliwościami kontaktu z zawodnikami, rozbudowanymi statystykami oraz nowymi stadionami (m.in.: obiektami: Benfiki Lizbona, AS Romy czy Bayernu Monachium.